# Jeruzsálemi templom
A jeruzsálemi templom az az épületegyüttes, mely az ókori Izrael vallási központját jelentette Jeruzsálemben. Időben kettő, illetve három egymás utáni templomot különböztetünk meg: a salamoni (az első templom/szentély) a zorobábeli (második templom/szentély), amelyet századokkal később Heródes nagyarányúan továbbfejlesztett, és amelyet harmadik templomnak is neveznek.

## Első templom

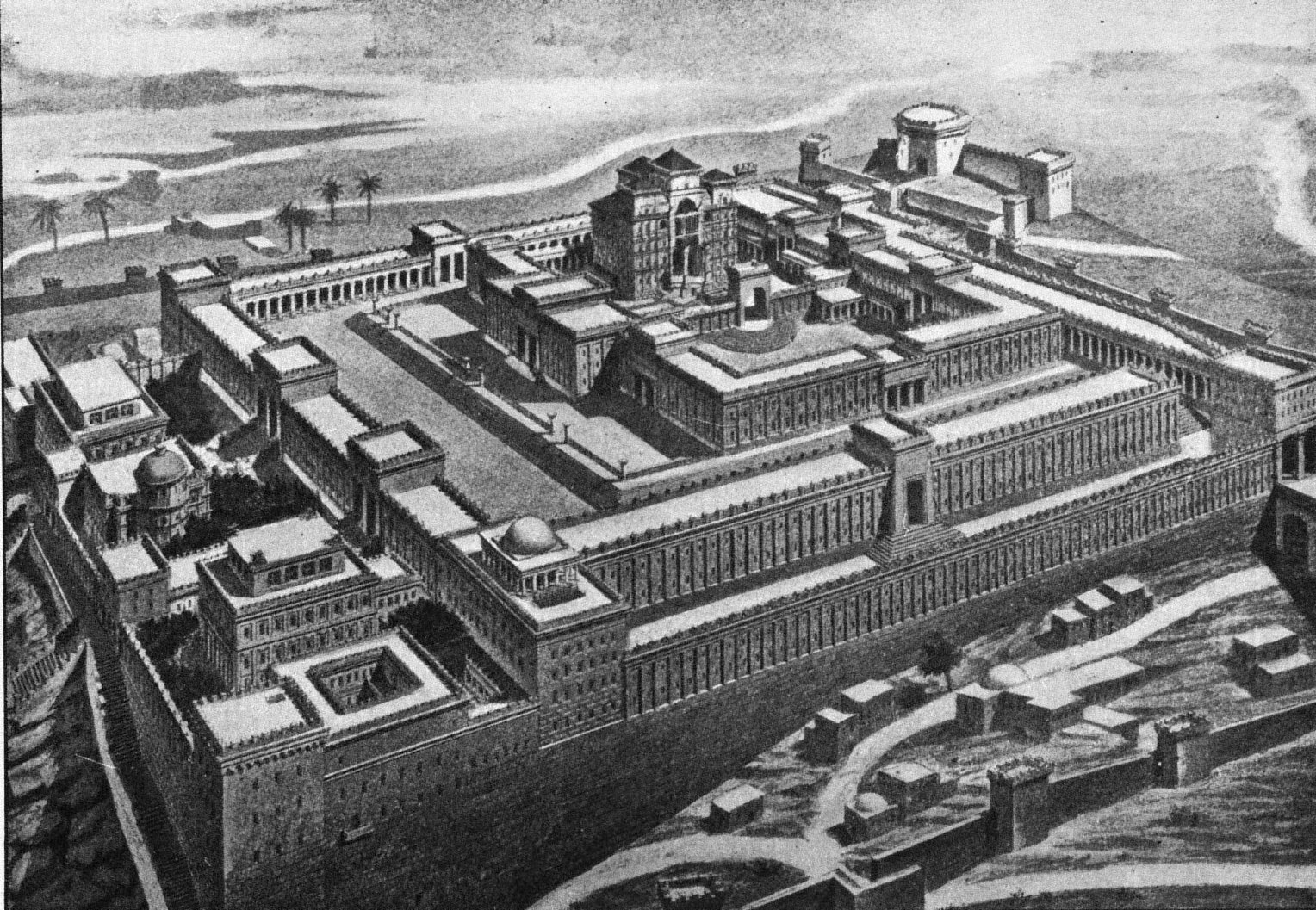
Salamon király templomának és annak környékének rekonstrukciós rajza. Középen fent a templom, bal oldalon a királyi paloták

Dávid király miután elfoglalta az Ófel dombján álló, addig bevehetetlen kánaánita erődöt, a Jebust – a későbbi Jeruzsálemet – Kr. e. 1000 körül, a királyi székhelyét és Izrael vallási központját a szent sátorral együtt ide tetette át. Fia, Salamon nagyszabású építkezésekbe kezdett, a városfalakat kibővítette, vízvezetéket létesített, fényűző palotát és felépítette a Mórija-hegyén Jeruzsálem első templomát.
A szent sátor udvarához hasonlóan a templomtér elején állt az égőáldozati oltár, majd a réz mosdómedence tizenkét bronz ökör vállán, utána a szentély, amely 22 méter hosszú, 11 méter széles és 16,5 méter magas volt. Ennek kőből épült falait cédrusfával borították be, amelyet aztán aranylemezekkel borítottak be.
A templomtér nyugati, keleti és déli oldalán háromemeletes épületekben voltak a templomi szolgálattevők szobái és a templomi eszközök raktárai, az északi oldalon pedig az oszlopcsarnok állt.

## Második templom
A babiloni fogságból hazatérő zsidók fogtak hozzá az elpusztított város és a templom újraépítéséhez. 
A templom építését Zorobábel helytartó és Józsua főpap irányítása alatt kezdték meg I. e. 535-ben, miután kiásták a romok alól az első templom alapjait. A templom újjáépítésére II. Kurus perzsa király adott engedélyt, aki jóváhagyta a zsidók hazatérését, ahogy azt már Ézsaiás próféta jóval korábban megjövendölte róla. Dareiosz király aztán visszaadta a zsidóknak az első templomból elrabolt szent tárgyakat is.
Felállítottak egy oltárt, elkezdték az áldozatok bemutatását, és helyreállították a mózesi hagyományok ünnepeinek a megtartását. A szamaritánusok is felajánlották a segítségüket a templomépítéshez, a visszatért zsidók azonban elutasították ezt, mondván, hogy etnikai és vallási értelemben már nem elég tiszták. 
A felmerülő akadályok miatt több év szüneteltetés után csak I. e. 521-ben folytatták az építkezést Aggeus és Zakariás próféta buzdítására. Az építkezést hátráltatta az is, hogy a nép lelkesedése időközben alábbhagyott, amikor látták az új templom alapjait, amely csak árnyéka volt Salamon templomáénak. Végül I. e. 516-ban készült el az új templom és egy évvel később fel is avatták. Ez a második templom jóval egyszerűbb lett, szépségében és méreteiben messze alul maradt az előzőnél.
A templom udvarán állt az égőáldozati oltár és a papok számára a mosdómedence.
Maga a templom épülete két részből állt, amelyet vaskos függöny (kárpit) választott el egymástól. Ez a két rész volt a szentély és a szentek-szentje.
A szentélyben a következő tárgyak álltak: arany lámpatartók, az arany oltár (más néven: illatáldozati oltár), 12 asztal a szent kenyereknek (amelyekre minden nap kitették a felszentelt kenyereket); és a hétágú gyertyatartó (más néven: menóra). A szentek szentje üres maradt. A frigyláda, amely valaha itt állt – már nem létezett.
A szentélybe csak a papok léphettek, míg a szentek szentjébe csak a főpap léphetett, és ő is csak évente egyszer, a nagy engesztelésnapon. A porrá tört fűszerekből megtöltött égő füstölőt vitte először be, hogy a füst megtöltse a szentek szentjét, majd az áldozati baknak az udvari égőáldozati oltáron kifolyt vérével tért be ide; vallomást tett a saját és a családjának a bűneiről, majd Izrael egész népének bűneiről, értük könyörgött Isten előtt; meghintette a függönyt a vérrel, majd visszatért a néphez az engesztelés áldásával. Ekkor ejtette ki a száján Isten szent nevét (JHVH), ezt csak a főpap ejthette ki, és csak az engesztelés napján, majd ahogy kiejtette, az emberek a földre borultak.
A főpap közbenjáró volt Isten és a bűnbánó nép között. A kereszténység alapján szimbóluma volt az elkövetkező nagy Főpapnak, Krisztusnak, aki a saját elhullatott vérével lépett majd be a mennyei szentek szentjébe, hogy Isten előtti közbenjáróként örök váltságot szerezzen az istenfélő embereknek.
Dániel próféta korábbi jövendöléseinek megfelelően, Kr. e. 169-ben IV. Antiokhosz szeleukida uralkodó kifosztotta és megszentségtelenítette a templomot és a szentek szentjében Zeusz pogány isten szobrát állította fel. Ez is szerepet játszott a Makkabeusok felkeléséhez. Kr. e. 164-ben Júdás Makkabeus végül megtisztította és felszentelte a templomot, visszaállította a zsidó szertartásokat.
Kr. e. 63-ban a Jeruzsálemet megszálló Cnaeus Pompeius Magnus hadvezér behatolt a templomba és megdöbbenve látta, hogy a szentélyben nem található az Istenség semmiféle ábrázolása, semmilyen szimbóluma. Képek, szobrok és mindenféle díszítés nélküli és teljesen egyszerű, a szentek szentje pedig tiszta üres.

### "Harmadik templom"
A templom felépítése után mintegy 500 évvel, Kr. e. 19-ben Júdea helytartója, Nagy Heródes király hozzálátott a templom előcsarnokának nagy arányú kibővítéséhez és megszépítéséhez, így aztán sokan ezt az épületegyüttest harmadik templomnak is nevezik. (Az Idumeából származó Heródes így próbált népszerűvé válni zsidó alattvalói előtt.) Úgy tervezte meg a templom újjáépítését, hogy a Római Birodalom egyik legnagyobb épülete legyen, olyan nagy, hogy képes legyen befogadni a zarándokok hatalmas tömegét. A gazdagon díszített épület nagyobb volt, mint Salamoné, de építésének alapjául ugyanaz a terv szolgált.
Az építkezés legnagyobb munkálatai mintegy 10 évig folytak, de még Kr. u. 60-ban is folytak részmunkálatok. Az újjáépített templom jóval magasabb és szélesebb lett elődjénél, új épületrészekkel kibővítették és egy második emeletet is építettek. Egy monumentális oszlopcsarnokot is emeltek, hogy a Jeruzsálembe látogató vidéki zsidók számára ott biztosítsanak lehetőséget az áldozati állatok megvásárlására.
Az, aki nem látta Heródes templomát, sosem látott gyönyörű épületet.

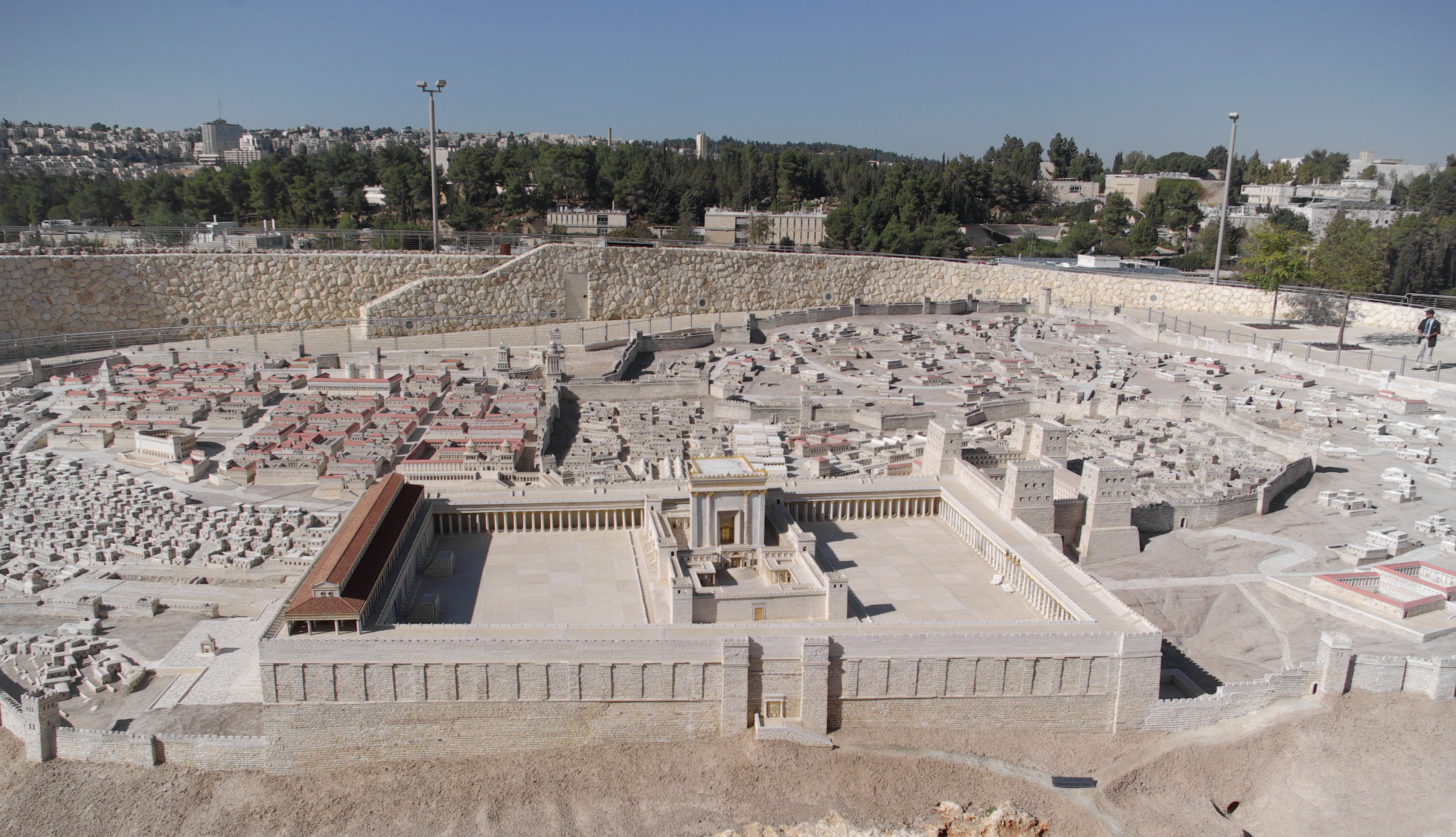
Heródes templomának modellje az Izrael Múzeumban. A középen található – további fallal elválasztott – épületegyüttes körül a templom külső udvara, vagyis az ún. pogányok udvara állt. Ennél beljebb csak a zsidók mehettek. Jobbra a háttérben az Antónia-erőd

Heródes továbbá egy római sas szobrát is elhelyeztette a templomudvar bejárata fölé Kr. e. 4-ben. Emiatt ki is tört egy zsidó lázadás, amelynek során leverték a szobrot és összetörték. Róma szimbólumának visszahelyezésére aztán már nem került sor, mert Heródes nemsokára meghalt. 

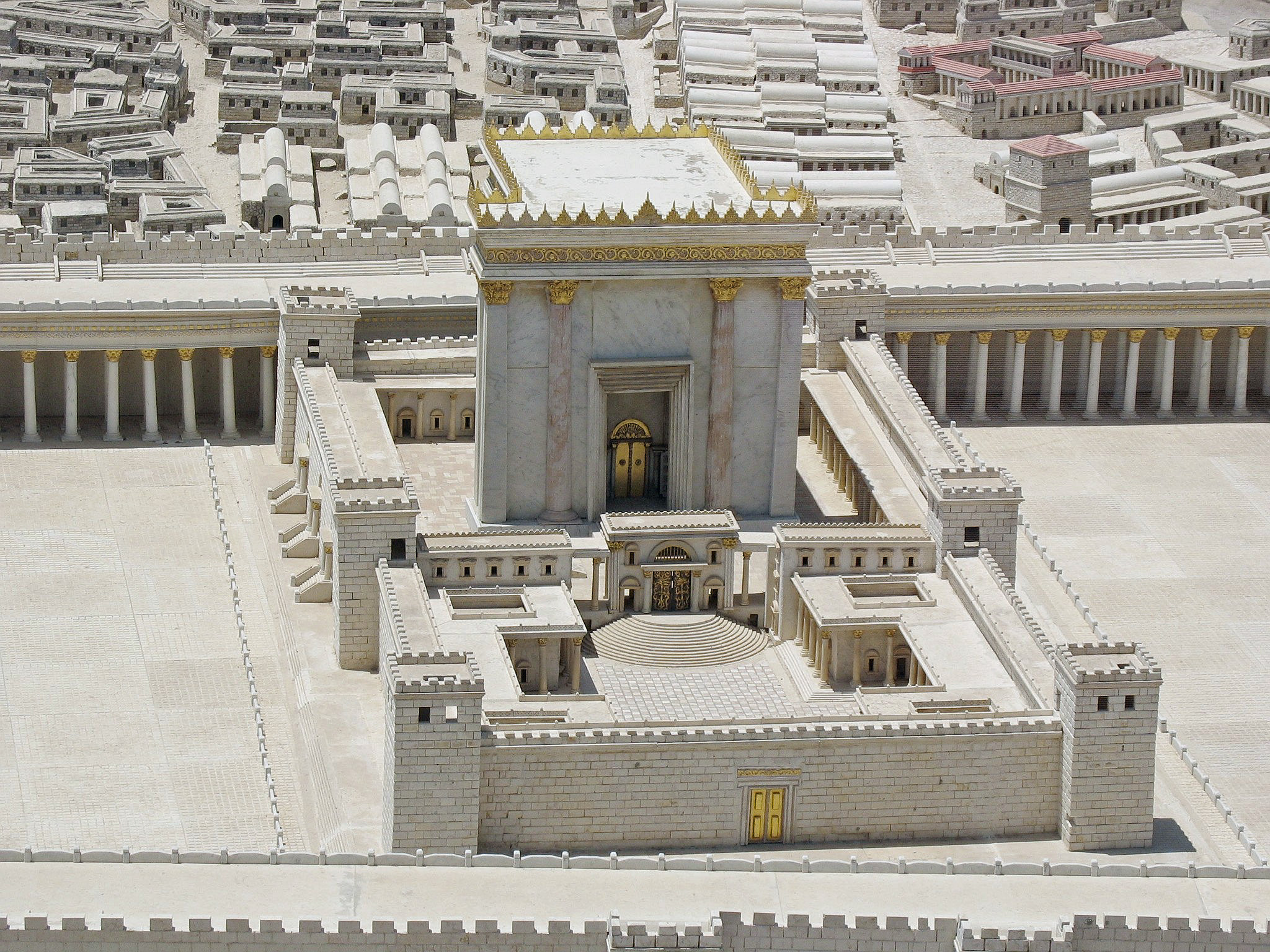
A templom képe. A templom falain belül, elöl a zsidó nők udvara, beljebb a zsidó férfiaké, míg a szentély körül a papok udvara állt

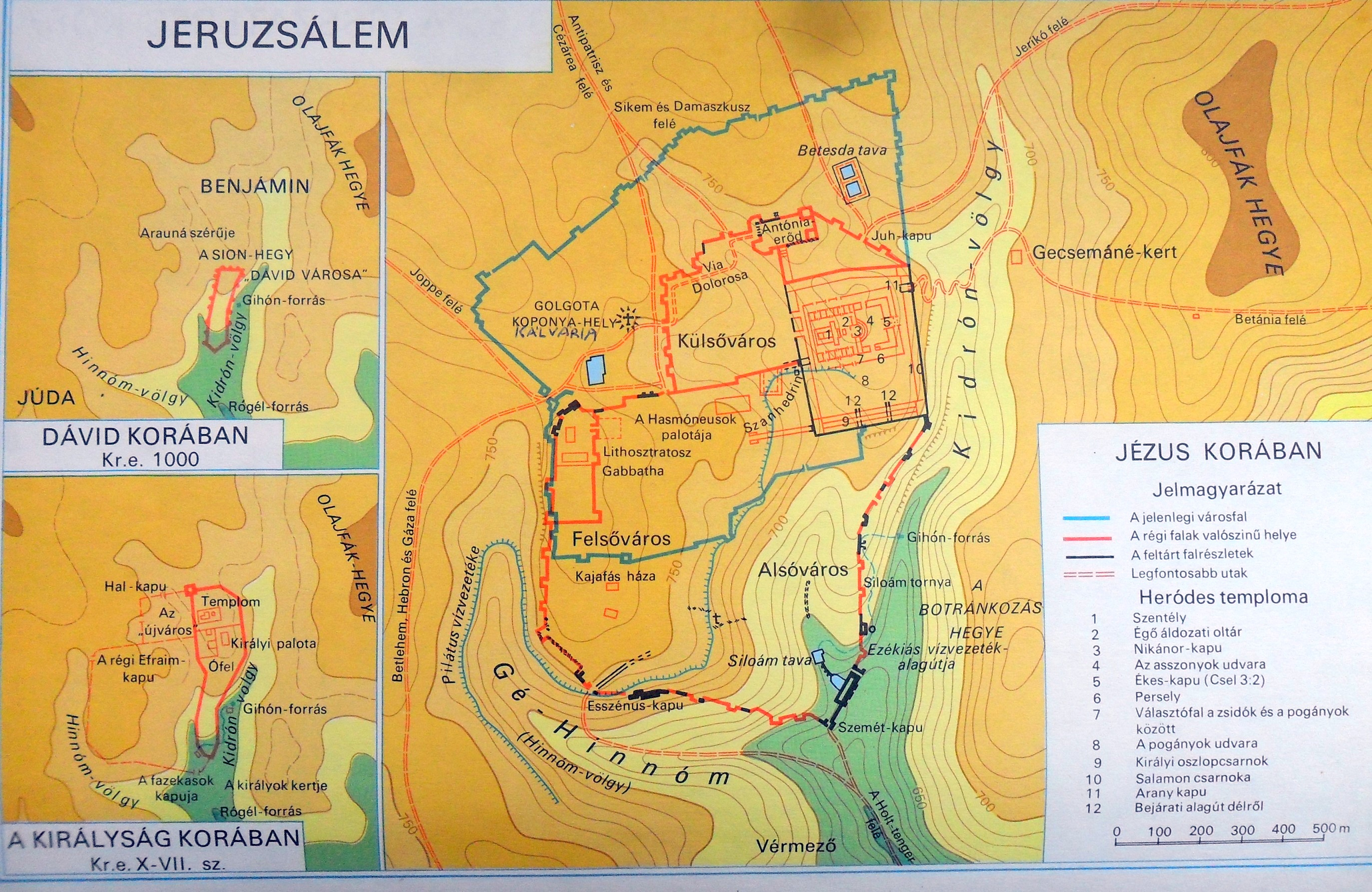
Jeruzsálem térképe Jézus korában és az előtte levő korokban

Heródes templomának összesen négy udvara volt (belülről kifelé haladva): a papoké, a zsidó férfiaké, a zsidó nőké, valamint a pogányoké.
A külső udvar (a pogányok udvara) oszlopos folyosóin vitatkoztak a hittudósok. (Itt találta meg Mária és József is a gyermek Jézust, amikor első jeruzsálemi útjuk során eltűnt mellőlük.) Itt álltak a kereskedők és pénzváltók asztalai is, amelyet a már felnőtt Jézus haragjában felforgatott.
A külső udvarnál beljebb csak a zsidók mehettek. Görög és latin nyelvű feliratok mindenki másnak – halálbüntetés terhe mellett – megtiltották a belépést. Pál apostolt később tévesen meg is vádolták azzal, hogy egy pogány férfit vitt be oda.
Az asszonyok udvarában álltak a perselyek, amelyekbe a templom fenntartására szánt adományokat gyűjtötték. (Itt látta Jézus, hogy az özvegyasszony odaadta utolsó fillérjeit is, ennek nagylelkűségét állította szembe a gazdagok látványosabb, de kevésbé őszinte adományaival.) A férfiak beléphettek az eggyel magasabban fekvő Izrael udvarába. De a szentély körüli legbelső udvar csak a papoknak volt fenntartva. Itt állt a mészárszék, az égőáldozati oltár és a mosdómedence is a rituális tisztálkodáshoz. Tizenkét lépcső vezetett a templom fedett előcsarnokába. A templom előcsarnoka mögött volt a szentély, és e mögött a szentek szentje. Jézus kereszthalálakor a szentélyt a szentek szentjétől elválasztó kárpit teljes hosszában kettéhasadt, ezzel jelezve hogy az ószövetségi ceremónia szerepe beteljesedett és egyben véget ért.
Maga a templom épületén minden oldalon hatalmas aranytáblák voltak. Amikor a nap felkelt, olyan élesen tükröződött ezekről vissza a fény, hogy az embereknek el kellett takarniuk a szemüket. A templom 20 méter magas (!) ajtaja is arannyal volt fedve, előtte pedig egy babilóniai szőnyeg függött. A tetőn aranytüskék voltak elhelyezve, hogy megakadályozzák, hogy a madarak leszálljanak és odapiszkítsanak.

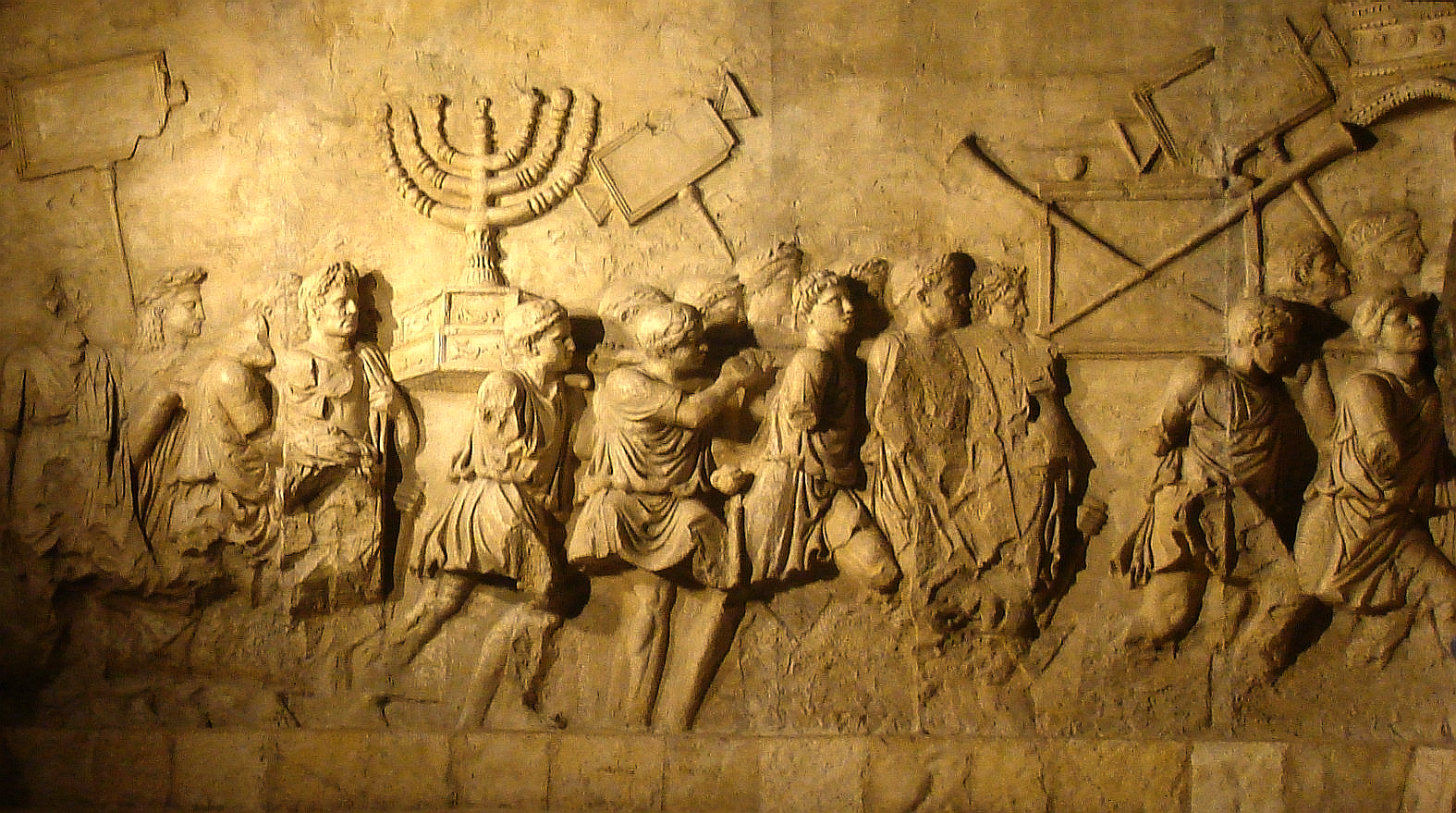
Titus hadvezér katonái magukkal viszik a templom szent tárgyait. Titus diadalíve Rómában.

#### A templom pusztulása
Pár évtizeddel a felújítási munkák befejezése után – Jézus jövendöléseinek megfelelően – ezt a második templomot is teljesen lerombolták. Ez alkalommal a zsidó-római háború végén Kr. u. 70-ben Titus római hadvezér seregei, a várossal együtt.
A napjainkra megmaradt úgynevezett Siratófal a Heródes által újjáépített templom külső udvarát határolta nyugatról. A Templom-hegy teraszát tartó falak legtöbb kőtömbje 2–5 tonna súlyú, míg a nagyobbak akár 50 tonnásak, a legnagyobb pedig 400 tonnát nyom.

### A zsidók temploma után

#### Jupiter-templom
A 2. század elején a Bar Kohba-felkelés leverése után a rómaiak örökre kitiltották a zsidókat a városból. 
Hadrianus római császár elrendelte, hogy egy új várost építsenek Jeruzsálem helyére, de ez a város inkább görög-római és pogány jellegű lesz, amely az Aelia Capitolina nevet kapta. A Templom-hegyre egy Jupiter-templomot építettek és egy nagy istenszobrot, valamint Hadrianus császár szobrát, oda, ahol korábban a zsidók temploma állt.
Ezután Aelia, a római légió jelenléte ellenére meglehetősen jelentéktelen tartományi város volt, amely nem különbözött sem építészeti megjelenésben, sem vallási és adminisztrációs funkciójában a térség más városaitól.
Idővel a templomot a két szoborral együtt a földdel egyenlővé tették, és a város a 4. században minden szándékkal keresztény várossá és zarándokhellyé vált.

#### Újjáépítési kísérletek
Aranyszájú Szent János 4. századi egyházatya szerint három alkalommal kísérelték meg újjáépíteni a templomot. Először Hadrianus római császár idejében, aki mint írtuk, válaszul egy pogány templomot építtetett. 
Második alkalommal Nagy Konstantinnál próbálták elérni a félépítést. Ő a küldöttség orrainak levágásával válaszolt. Az egyházatya szerint a zsidó néptől örökre el van véve a főpapi tisztség, – azaz a csak Jeruzsálemben felépíthető templom – mert nem hallgatott a prófétákra és a Messiásra, azaz Isten szavára, a küldötteik által.
Julianus császár volt az utolsó „pogány” római császár. A történészek általában egyetértenek abban, hogy Julianus  elkötelezett volt a kereszténység felemelkedése ellen és a zsidók kérésének kedvezett. Így, – a hagyományos feljegyzések alapján, – 363-ban kísérelték meg utoljára az eredeti templom újjáépítését.
Az építkezés el is kezdődött, de félbehagyták, miután furcsa jelenségek zajlottak le a helyszínen: több munkás halálra égett. Eunapius görög filozófus és történész feljegyzése alapján "az alapozás közelében félelmetes tűzgolyók törtek elő, állandó robbanásaikkal számos munkást megégettek, és a helyet teljességgel megközelíthetetlenné változtatták. Mintha maga a végzet utasította volna vissza a próbálkozást, az elemek hagyatták abba az újjáépítést.". Kortársa, Nüsszai Szent Gergely úgy jegyezte le a nehézségeket, hogy földmozgás tört ki, a földből lángok törtek fel, és megégették a szerencsétleneket. Ezt Aranyszájú Szent János is megerősiti. A feljegyzett 363-as földrengést sokan Isten közbeavatkozásának tartották. Végül a templomot nem építették meg, Julianus császár pedig nemsokára meghalt.
Az 530-as években I. Justinianus császár egy keresztény templomot építtetett, amelyet később a Jeruzsálemet elfoglaló arabok leromboltak és aztán a saját muzulmán szent helyeiket építették fel ide, a Szikla mecsetet és az al-Aksza-mecsetet.
A következő templom az ortodox zsidók nézete szerint csak a Messiás eljövetelekor fog felépülni, és amikor azt Isten elrendeli; a keresztények számára ez lesz Jézus második eljövetele. Mindkét nézet számára ez lesz a Napok Vége.

## Megjegyzés
1. ↑  "Azok számára, akik hitben vakok, Ő nem létezik, azok számára, akik süketek, Ő nem szól, azok számára, akik Őt nem keresik, Ő nem megtalálható" - R.C. Sproul